# العجيلات
العجيلات، مدينة ليبية تقع في الجزء الشمالي الغربي من سهل الجفارة في ليبيا، وتبعد حوالي 80 كيلومتر إلى الغرب من مدينة طرابلس العاصمة. يحدها شمالاً البحر الأبيض المتوسط وجنوبًا الجبل الغربي، ويصل عدد سكان العجيلات إلى حوالي 110,000 نسمة تعود أصولهم إلى قبائل العرب في شبه الجزيرة العربية وأيضاً إلى العرب القاطنين في الأندلس سابقاً مع العلم أنه توجد قرى في سوريا والأردن إسمها العجيلات أيضاً.
تشتهر منطقة العجيلات بالزراعة وأهم منتجاتها التمور والزيتون والتين. وتنتج كذلك الحبوب مثل القمح والشعير والذرة، ويعتبر مشروع حبوب العجيلات أكبر منتج لهذه المحاصيل كما تنتج معظم أنواع الخضروات أبرزها البصل والفلفل وكذلك البقوليات مثل الفول والحلبة والبازيليا، واللوزيات مثل اللوز والكاكاوية.
كما تشتهر بتربية الماشية ولعل مشروع تربية الأبقار بالعجيلات زاد من الاهتمام بهذه الماشية، كما يوجد بها العديد من الصناعات مثل (الألومنيوم ـ الأثاث ـ لوازم البناء المختلفة ـ صناعة الحلويات كالنوتيلا والأمير والشامية والعصائر والمشروبات)
كما وتشتهر المدينة بالمراعي الخصبة جنوبًا وسبخة أولاد حامد شمالاً و مجمع الحمام السياحي العلاجي وعين الماء الكبريتية.

## تاريخ
عرفت مدينة العجيلات بجهادها التاريخي ضد جحافل الطليان الغازية في معركة سميت بمعركة العجيلات منع من خلالها اهالي وفرسان العجيلات الاحتلال الإيطالي من التقدم شرقا حتى العاصمة وقد كتب موسوليني في عدة مذكرات منها ((الطريق إلى فزان)) واقيم بمناسبة المعركة نصب تذكاري ضخم يخلد هذه المعركة وأيضا نصب اخر بمنطقة الجديدة يخلد بطولة اهالي العجيلات في ردع جحافل الاحتلال الإيطالي...كما كان لاهل العجيلات بطولات كبيرة منعت الاتراك أثناء الاحتلال العثماني من اقامة محميات على اراضيها وكانت الحكومة العثمانية تقابل بمقاومة عنيفة من اهالي المنطقة تمنعها من الدخول إليها..وكان لاهل العجيلات تاريخ مشرف في أثناء حرب التحرير ضد الطليان حيث ساهمو مع الجيش الوطني الذي شكل سنة 1942 في دحر الطليان وصنع الاستقلال الليبي وتوحيد ليبيا تحت راية مستقلة هي راية علم الاستقلال وللعجيلات ايضاشخصيات صنعت التاريخ وساهمت في بناء الدولة على مر السنين.[بحاجة لمصدر]

## التسمية
ترجع تسمية المدينة نسبة إلى الشيخ حركات الأنصاري الملقب أبي عجيلة  ويذكر أنه كان من الصالحين حيث استقر في المنطقة ونسبت اليه قبيلة كبيرة تسمى قبيلة أولاد الشيخ.[بحاجة لمصدر]

## السكان
تضم العجيلات تنوع متجانس من القبائل وهم على سبيل الحصر أولا قبائل جهة الوادي الأربعة وهم قبيلة أولاد راشد نسبة لسيدي راشد الأنصاري وقبيلة أولاد الشيخ نسبة لحركات الأنصاري (أبي عجيلة) وقبيلة الزرامقه نسبة لزريمق و قبيلة أولاد حسن ويقطن السواد الأعظم منهم بلدية العجيلات المركز.
ثانياً قبائل أولاد حامد وهم أربعة قبائل القواضى والمعيزات والعريشات والهرشة ينحدرون من حامد الخميري الذي بدوره ينحدر من قبيلة بني سُليم العربية ويقطن السواد الأعظم منهم في بلدية العجيلات الجديدة.
ثالثا قبيلة أولاد بوكر نسبة للولي بوكر و تربط هذه القبائل علاقات مصاهرة ونسب منذ القدم ويعرف عنها الاعتدال والوسطية.

## السياحة
تعتبر مدينة العجيلات أحد أكبر المدن مساحة وتعدادا سكانيا بعد مدينة الزاوية في أقصى الغرب الليبي تطل مدينة العجيلات شمالأ على منطقة مليته التابعه لمدينة صبراتة ويحدها من الشرق قبائل العلالقة من مدينة صبراته ومن الغرب مدينة زوارة والجميل ومن الجنوب قبائل الصيعان وجبل نفوسة وتتميز العجيلات بريفها الجميل الذي يمتد جنوبا حتى قدم الجبل ويشكل الريف أحد أهم مصادر الكلاء للماشية بمختلف أنواعها إذ يعتبر متنفساً لمربي الحيوانات بالإضافة إلى أنه في فصل الربيع يرتاده الزوار من كل حدب وصوب للترفيه وقضاء أجواء ريفية هادئة، ومن أحد أبرز المناطق التي يزورها السياح المحلين هي منطقة مشروع الحبوب وتوجد بالمنطقة عدة أبار للمياه منها على سبيل المثال «سانية جبر».
كما يزورها السياح للتمتع بحمامها الكبريتي الأرتوازي بمياهه الساخنة طبيعيا للعلاج الطبيعي، كما يقوم عديد زوارها أثناء فترة تواجدهم بالعجيلات بزيارة قبر الولى محمد حركات الأنصارى الشهير «بأبى عجيلة» للترحم عليه وقراءة القرآ،
تم مؤخرا إكتشاف عدد من الآثار التي قد تعود إلى الرومان في إحدى مناطق العجيلات، وهي منطقة المطمر بالجديدة، ونحب ان ننوه بأن هناك مقبرة قديمة جداً لايعرف لها تاريخ هي خلف محطة وقود المطمر القديمة من الناحية الجنوبية، يعتقد بأنها كانت منطقة للهلاليين، نأمل أن يهتم فريق من خبراء الاثار بدراسة هذه المقبرة لتحديد زمنها وعصرها.وأيضا لابد من وجود فريق متخصص لتدوين الحضارات التي كانت موجودة بالاستعانة بأعيان المطمر وخبرائها.

## مصادر

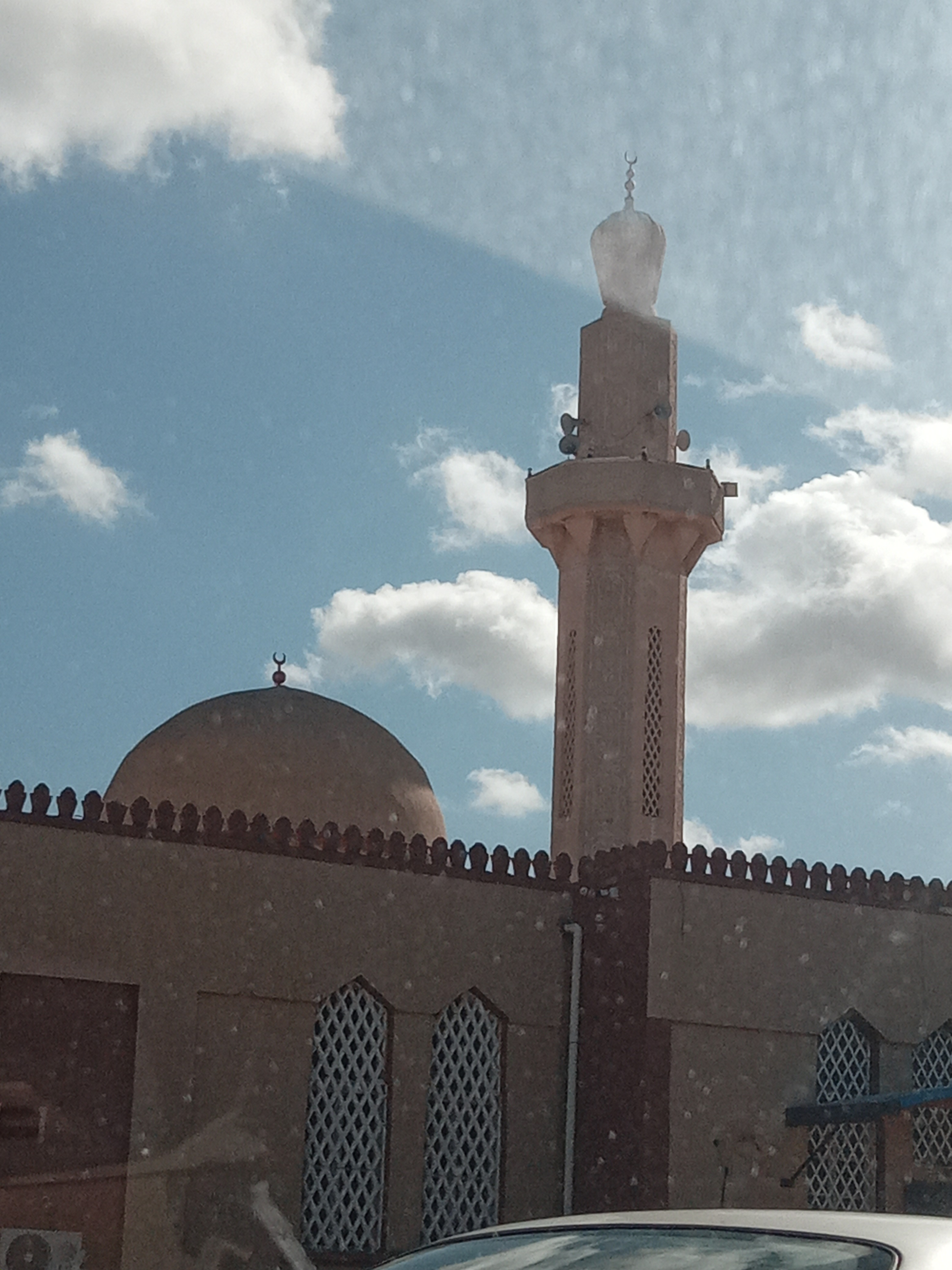
مسجد العجيلات المركزي

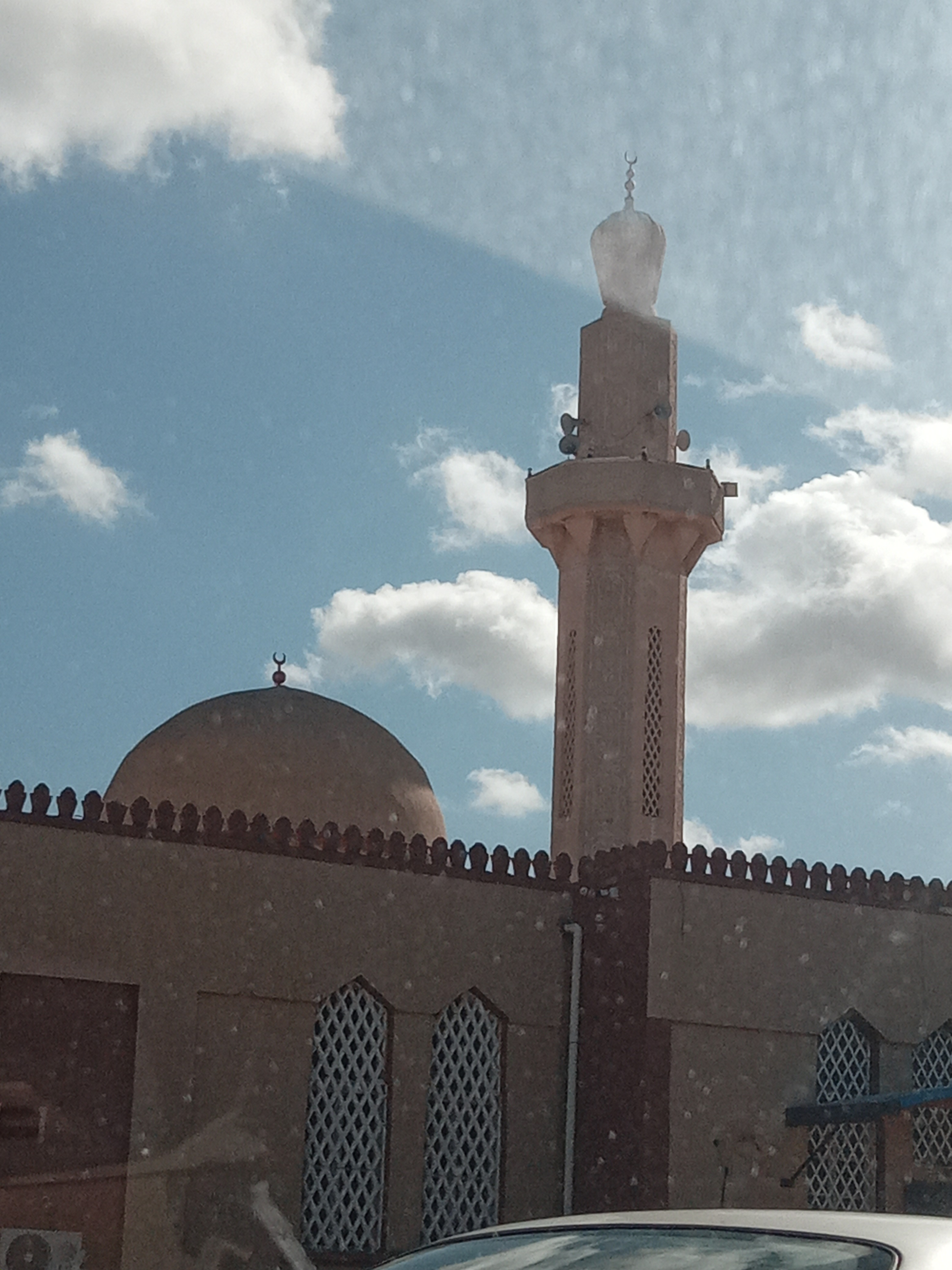
صور مسجد العجيلات المركزي